# رایشرتسهایم
رایشرتسهایم (به آلمانی: Reichertsheim) یک شهر در آلمان است که در بایرن واقع شده‌است.

## خصوصیات
رایشرتسهایم ۳۱٫۳۸ کیلومترمربع مساحت دارد ۵۲۱ متر بالاتر از سطح دریا واقع شده‌است.